# 曾渊子
曾渊子（?—?），字广微，一字贸远，建昌军南丰县（今江西省南丰县）人。南宋末年大臣，曾钰之子。
宋理宗淳祐十年（1250年）曾渊子中进士。知新昌县，转任右正言。宋度宗咸淳五年（1269年），为监察御史。咸淳八年（1272年），知隆兴府兼江西安抚使。宋恭帝德祐元年（1275年）担任同知枢密院事、两淮安抚制置大使，兼知临安府。曾渊子与丞相陈宜中政见不同，元朝大军进逼临安，曾渊子逃走，被弹劾罢免，贬到雷州。曾渊子起兵据雷州，宋端宗任命他官职，元军谕降，他不从命。元朝进兵攻打，他投奔卫王赵昺。宋端宗景炎三年（1278年）赵昺即位，改元祥兴，担任参知政事、广西宣谕使。崖山战败，曾渊子想要赴水而死。被苏州刘义父子救下，曾渊子投奔安南陈朝后去世。